# Pia Maria
Pia Maria (* 2003, bürgerlich Pia Maria Außerlechner) ist eine österreichische Sängerin und Musikerin. Beim Eurovision Song Contest 2022 vertrat sie gemeinsam mit LUM!X Österreich mit dem Song Halo.

## Leben
Pia Maria stammt aus Tirol. Sie ist gelernte Maskenbildnerin und arbeitet am Tiroler Landestheater in Innsbruck. Seit ihrem 16. Lebensjahr schrieb sie eigene Songs und verschickte Demoaufnahmen. Daraufhin wurde sie vom österreichischen Musikmanager Günter Unger unter Vertrag genommen.
Pia Maria wurde gemeinsam mit dem österreichischen DJ und Musikproduzenten LUM!X für die Teilnahme am Eurovision Song Contest 2022 in Turin ausgewählt. Sie traten im ersten Halbfinale mit dem Song Halo an, wo sie sich mit nur 42 Punkten auf Platz 15 nicht für das Finale qualifizieren konnten.
Nach dem ESC erschien Pia Marias erster eigener Song I Know U Know. Im Song geht es um Geheimnisse und verdeckte Karten gegenüber anderen Menschen.
2023 veröffentlichte sie Love is a Circus. Der Song handelt von toxischen Manipulationen und Abhängigkeiten in Beziehungen, die einem einerseits das schönste Gefühl auf der Welt geben können, gleichzeitig aber in den Abgrund ziehen.

## Eurovision Song Contest
Nachdem der ORF LUM!X für die Teilnahme am Eurovision Song Contest 2022 ins Spiel gebracht hatte, wurde eine Sängerin gesucht, wobei LUM!X auf Pia Maria aufmerksam wurde. Am 8. Februar 2022 gab der ORF bekannt, dass LUM!X und Pia Maria Österreich beim Eurovision Song Contest 2022 mit dem Titel Halo vertreten werden.
Bei den Vorbereitungen für den Wettbewerb wurde Pia Maria wegen Stimmproblemen bei Live-Auftritten kritisiert. Später erklärte Eberhard Forcher, dass ihre Stimmprobleme auf eine lange COVID-19-Infektion sowie auf die Unerfahrenheit der Sängerin mit In-Ear-Monitoren zurückzuführen waren. Der ORF stellte einen Gesangstrainer ein, der Pia Maria auf den Wettbewerb vorbereiten und Halo in eine niedrigere Tonart transponierten sollte.
Beim Contest traten Pia Maria und LUM!X im ersten Halbfinale mit der Startnummer 13 an. Mit 42 Punkten landeten sie auf Platz 15 und qualifizierten sich nicht für das Finale.
2024 war Pia Maria Teil der österreichischen Jury beim Eurovision Song Contest.

## Diskografie
Singles
- 2022: Halo (mit LUM!X)
- 2022: I Know U Know
- 2022: White Noise
- 2023: Love is a Circus
- 2023: Reckless Heart

## Auszeichnungen
Amadeus-Verleihung 2023
- Song des Jahres (Halo)[14]
- Electronic / Dance